# East Brookfield
East Brookfield est une ville du Comté de Worcester dans l’État du Massachusetts.
Elle a été incorporée en 1920.
Sa population était de 2 224 habitants en 2020.